# Stygiomedusa gigantea
Stygiomedusa gigantea är en manetart som först beskrevs av Browne 1910.  Stygiomedusa gigantea ingår i släktet Stygiomedusa och familjen Ulmaridae.
Exemplar med en disk vars diameter mätt 140 cm har hittats men vanligen ligger storleken mellan 50 och 100 cm. Maneten saknar tentakler längs kanten på disken men har ett antal armar fästa vid mitten av kroppen som hjälper till att fånga in föda, dessa kan nå en längd på uppåt 11 meter. Färgen varierar mellan mörk rödbrun och plommonfärgad.
Artens utbredningsområde är Södra Ishavet. Inga underarter finns listade i Catalogue of Life.